# Bolintin-Vale
Bolintin Vale là một thị xã thuộc hạt Giurgiu, România. Dân số thời điểm năm 2002 là 11686 người.